# Bisschoppensynode
Een bisschoppensynode is een gremium in de Katholieke Kerk dat door paus Paulus VI op 15 september 1965 werd opgericht in zijn motu proprio Apostolica Sollicitudo.
Een bisschoppensynode is een overlegorgaan, enerzijds tussen de paus en de bisschoppen, en anderzijds tussen de bisschoppen onderling, waarbij met uitgenodigde specialisten - over belangrijke zaken die de gehele wereldkerk aangaan - kan gediscussieerd worden. Een bisschoppensynode dient de collegialiteit met de paus en tussen de bisschoppen onderling te bevorderen zoals gewenst door het Tweede Vaticaans Concilie.
Overigens was Paulus VI met Apostolica sollicitudo de concilievaders voor. Binnen het Concilie heerste een opvatting dat er een synode moest komen die het medebestuur over de Kerk zou krijgen. Paulus vond dat te ver gaand en vaardigde dit motu proprio uit, vooruitlopend op de besluitvorming van het Concilie.
Er worden drie soorten bisschoppensynoden onderscheiden:
- de Gewone;
- de Buitengewone, bijvoorbeeld per continent gehouden in de aanloop tot het jubeljaar 2000;
- de Bijzondere, zoals die voor Nederland, gehouden in 1980.

Vanaf de derde Gewone Bisschoppensynode schrijft de paus een zogenaamde Postsynodale Apostolische Exhortatie, waarin hij de beraadslagingen beschrijft en op basis van de aanbevelingen van de synode zijn conclusies, aangaande de onderwerpen van de synode, aan de wereldkerk bekendmaakt. Deelnemers aan de gewone synode worden door de nationale bisschoppenconferenties aangewezen, waarbij het aantal afgevaardigden afhangt van de omvang van de conferentie. Zo hebben de Verenigde Staten vier afgevaardigden, en België en Nederland elk een. Overigens dient de paus de voordracht van de bisschoppenconferenties nog goed te keuren.
Een zogenoemde synoderaad bereidt en zit de synoden voor. Hij volgt ook de uitwerking ervan. Deze synoderaad bestaat uit bisschoppen welke door de vorige synode zijn aangeduid en vervolgens door de paus zijn benoemd.
Daarnaast is er een secretariaat, met momenteel (2021) kardinaal Mario Grech als secretaris-generaal. Sinds 6 februari 2021 is voor het eerst een van de plaatsvervangend secretarissen een vrouw: Zuster Nathalie Becquart.

## Lijst van gehouden bisschoppensynoden
| Nr. | Jaar | Datum           | Soort                                 | Thema | Paus               |
| --- | ---- | --------------- | ------------------------------------- | --- | ------------------ |
| 1   | 1967 | 29 sep - 29 okt | 1e gewone                             | Behoud en versterking van het katholiek geloof | Paulus VI          |
| 2   | 1969 | 11 sep - 28 okt | 1e buitengewone                       | Collegialiteit van bisschoppen en paus en over de relatie van bisschoppenconferenties met de paus en met de individuele bisschoppen                  | Paulus VI          |
| 3   | 1971 | 30 sep - 6 nov  | 2e gewone                             | Het ministeriële priesterschap en de rechtvaardigheid in de wereld                                                                                   | Paulus VI          |
| 4   | 1974 | 27 sep - 26 okt | 3e gewone                             | Evangelisatie van de hedendaagse wereld | Paulus VI          |
| 5   | 1977 | 30 sep - 29 okt | 4e gewone                             | Catechese in onze tijd | Paulus VI          |
| 6   | 1980 | 14 jan - 31 jan | 1e bijzondere, voor Nederland         | Over de pastorale situatie in Nederland | Johannes Paulus II |
| 7   | 1980 | 26 sep - 25 okt | 5e gewone                             | Het christelijk gezin (exhortatie Familiaris Consortio)                                                                                              | Johannes Paulus II |
| 8   | 1983 | 29 sep - 23 okt | 6e gewone                             | Boete en verzoening in de missie van de Kerk | Johannes Paulus II |
| 9   | 1985 | 24 nov - 8. dec | 2e buitengewone                       | De twintigste verjaardag van de sluiting van het Tweede Vaticaans Concilie                                                                           | Johannes Paulus II |
| 10  | 1987 | 1 okt - 30 okt  | 7e gewone                             | De roeping en de missie van de leken in de Kerk en in de wereld                                                                                      | Johannes Paulus II |
| 11  | 1990 | 30 sep - 28 okt | 8e gewone                             | De vorming van priesters onder de huidige omstandigheden                                                                                             | Johannes Paulus II |
| 12  | 1991 | 28 nov - 14 dec | 2e bijzondere, 1e voor Europa         | "Opdat we getuigen mogen zijn van Christus die ons vrij heeft gemaakt"                                                                               | Johannes Paulus II |
| 13  | 1994 | 10 apr - 8 mei  | 3e bijzondere, 1e voor Afrika         | De Kerk in Afrika en haar missie in de evangelisatie naar het jaar 2000 "Gij zult mijn getuigen zijn" (Hand. 1, 8)                                   | Johannes Paulus II |
| 14  | 1994 | 2 okt - 29 okt  | 9e gewone                             | Het religieuze leven en zijn rol in de Kerk en de wereld                                                                                             | Johannes Paulus II |
| 15  | 1995 | 26 nov - 14 dec | 4e bijzondere, voor Libanon           | Christus onze hoop: vernieuwd door Zijn geest, in solidariteit getuigenis geven van Zijn liefde                                                      | Johannes Paulus II |
| 16  | 1997 | 16 nov - 12 dec | 5e bijzondere, voor Amerika           | Ontmoeting met de levende Jezus Christus: de weg van omkeer, gemeenschap en solidariteit met Amerika                                                 | Johannes Paulus II |
| 17  | 1998 | 19 apr - 14 mei | 6e bijzondere, voor Azië              | Jezus Christus de Redder en Zijn missie van liefde en dienst in Azië: "Opdat zij leven mogen hebben en dat ze het in overvloed hebben" (Joh. 10, 10) | Johannes Paulus II |
| 18  | 1998 | 22 nov - 12 dec | 7e bijzondere, voor Oceanië           | Jezus Christus en de volkeren van Oceanië: Zijn weg gaan, de Waarheid vertellen, Zijn leven leiden                                                   | Johannes Paulus II |
| 19  | 1999 | 1 okt - 23 okt  | 8e bijzondere, 2e voor Europa         | Jezus Christus, levend in Zijn Kerk, bron van hoop voor Europa                                                                                       | Johannes Paulus II |
| 20  | 2001 | 30 sep -27 okt  | 10e gewone                            | De bisschop: dienaar van het evangelie van Jezus Christus als hoop voor de wereld                                                                    | Johannes Paulus II |
| 21  | 2005 | 2 okt - 29 okt  | 11e gewone                            | Eucharistie: bron en hoogtepunt van het leven en de missie van de Kerk                                                                               | Benedictus XVI     |
| 22  | 2008 | 5 okt - 26 okt  | 12e gewone                            | Het Woord van God in het leven en de zending van de Kerk                                                                                             | Benedictus XVI     |
| 23  | 2009 | 4-25 okt        | 9e bijzondere, 2e voor Afrika         | De Kerk in Afrika in dienst van de verzoening, rechtvaardigheid en vrede                                                                             | Benedictus XVI     |
| 24  | 2010 | 10-24 okt       | 10e bijzondere, 1e voor Midden-Oosten | Katholieke kerk in het Midden-Oosten, gemeenschap en getuigenis                                                                                      | Benedictus XVI     |
| 25  | 2012 | 7 okt - 28 okt  | 13e gewone                            | Nieuwe evangelisatie voor het overdragen van het christelijk geloof                                                                                  | Benedictus XVI     |
| 26  | 2014 | 5 okt - 19 okt  | 3e buitengewone                       | De pastorale uitdagingen van het gezin in de context van de evangelisatie                                                                            |                    |
| 27  | 2015 | 4-25 okt        | 14e gewone                            | De roeping en de missie van het gezin in de Kerk en de moderne wereld                                                                                | Franciscus         |
|     | 2023 | 4-29 okt        | 16e gewone                            | Voor een synodale Kerk: communio, participatio, missio                                                                                               | Franciscus         |

## Secretaris-generaal
| Secretaris-generaal van de Bisschoppensynode | Secretaris-generaal van de Bisschoppensynode |
| -------------------------------------------- | -------------------------------------------- |
| 1967 - 1979                                  | Władysław Rubin                              |
| 1979 - 1985                                  | Jozef Tomko                                  |
| 1985 - 2004                                  | Jan Schotte                                  |
| 2004 - 2013                                  | Nikola Eterović                              |
| 2013 - 2020                                  | Lorenzo Baldisseri                           |
| 2020 - heden                                 | Mario Grech                                  |